# Idschtihād
Idschtihād (arabisch اجتهاد, DMG iǧtihād ‚Anstrengung, Bemühung‘) ist ein terminus technicus der islamischen Rechtstheorie, der die Findung von Normen durch eigenständige Urteilsbemühung bezeichnet. Er steht verkürzt für den arabischen Ausdruck iǧtihād ar-raʾy („Bemühung um ein eigenes Urteil“). Das Gegenstück zum Idschtihād ist Taqlīd („Nachahmung“). Der Anwender des Idschtihād wird Mudschtahid genannt; zum Teil wird dieser Begriff auch auf die Personen angewendet, die nicht selbst Idschtihād ausüben, sondern nur die Befähigung dazu besitzen.

## Inhalt
Als asch-Schāfiʿī (gest. 820) nach dem Idschtihād gefragt wurde, erklärte er, dass Gott den Menschen Vernunft verliehen habe, mit der sie zwischen unterschiedlichen Standpunkten unterscheiden könnten. Er führe sie entweder durch einen Text (naṣṣ) oder durch einen Indiz (dalāla) auf den Weg zur Wahrheit. Allerdings setzte asch-Schāfiʿī den Idschtihād noch völlig mit dem Analogieschluss (Qiyās) gleich. In diesem Fall wurde es als die Aufgabe des Mudschtahid betrachtet, die Ratio legis (ʿilla) zu bestimmen, die dem in Koran oder Sunna beschriebenen Ausgangsfall und dem zu lösenden Zielfall gemeinsam ist.
Später wurde angenommen, dass der Idschtihād auch verschiedene Verfahren der Textinterpretation von Koran und Sunna einschließt. Der schafiitische Abū Ishāq asch-Schīrāzī (gest. 1083) erklärte: „Idschtihād ist im Wortgebrauch der Rechtsgelehrten die Verausgabung der eigenen Fähigkeit und die Aufwendung der Mühe auf der Suche nach dem auf die Scharia gegründeten Urteil.“ Seit al-Ghazali (gest. 1111) gibt es die Tendenz, auch dem Prinzip des Gemeinwohls (maṣlaḥa) große Bedeutung im Prozess der rationalen Urteilsfindung zuzumessen.

## Rechtswissenschaftliche Begründungen
Asch-Schāfiʿī leitete die Zulässigkeit des Idschtihād aus dem folgenden Koranwort in Sure 2:150 ab: „Von wo immer du auch herkommst: Wende dein Angesicht der heiligen Anbetungsstätte zu! Wo immer ihr auch seid, so wendet euer Angesicht ihr zu.“ Hierzu erklärt asch-Schāfiʿī in seiner Risāla:

„Wer sich beim Gebet der Heiligen Moschee zuwenden möchte, sich aber weit davon entfernt befindet, den lehrt das Rechtswissen, dass er durch Idschtihād anhand bestimmter Hinweise die richtige Richtung einschlagen kann. Wer nämlich verpflichtet ist, sich der Heiligen Moschee zuzuwenden, und nicht weiß, ob er in die richtige oder falsche Richtung blickt, kann sich möglicherweise mithilfe bestimmter ihm bekannter Hinweise so genau wie möglich in die richtige Richtung wenden. Genauso kann auch eine andere Person Hinweise kennen, die ihr bei der Orientierung helfen, auch wenn die von den einzelnen Personen angestrebte Richtung unterschiedlich sein kann.“

Als asch-Schāfiʿī nach einem Hadith gefragt wurde, der den Idschtihād autorisiert, verwies er auf eine auf ʿAmr ibn al-ʿĀs zurückgeführte Überlieferung, wonach der Prophet gesagt haben soll: „Wenn ein Richter (ḥākim) bei der Entscheidung sein Urteil bemüht (iǧtahada) und das Richtige trifft, wird er doppelt belohnt; Wenn er hingegen dabei sein Urteil bemüht und Fehler macht, wird er einfach belohnt.“
Später wurde zur Rechtfertigung der Idschtihād-Anwendung ein Hadith angeführt, wonach der Prophet, als er seinen Gefährten Muʿādh ibn Dschabal in den Jemen entsandte, fragte, wie er handele, wenn er ein Urteil fällen müsse. Muʿādh antwortete ihm darauf, dass er sich zunächst an dem Buch Gottes orientiere; wenn er darin nichts finde, an der Sunna des Propheten; und wenn auch diese nichts enthalte, werde er sich sein eigenes Urteil bilden. Der Prophet billigte diese Antwort. Der Hadith ist unter anderem in dem Musnad von Ahmad ibn Hanbal überliefert. Zwar weist er Lücken im Isnad auf, doch wird er in der sunnitischen Rechtstheorie allgemein als normative Grundlage akzeptiert. Heutige sunnitische Gelehrte sehen im Idschtihād vor allem ein unverzichtbares Mittel zur Rechtsfortbildung.

## Die erkenntnistheoretische Beurteilung des Idschtihād-Ergebnisses
Da verschiedene Gelehrte unterschiedliche Meinungen vertraten, stellte sich die Frage: Hat jeder Mudschtahid Recht oder nur einer, während die anderen irren? Der basrische Gelehrte ʿUbaidallāh al-ʿAnbarī (gest. 785) stellte den Grundsatz auf: „Wo immer jemand ein selbständiges Urteil fällt, trifft er etwas Richtiges“ (kull muǧtahid muṣīb). Die Gelehrten, die sich dieser Ansicht anschlossen, wurden als „Für-Richtig-Halter“ (muṣauwiba) bezeichnet, die Vertreter der Gegenrichtung als „Für-Falsch-Halter“ (muḫaṭṭiʾa).
Unter den „Für-Richtig-Haltern“ werden allerdings genau genommen die Vertreter zweier divergierender Auffassungen zusammengefasst. Während die einen meinten, dass es zu einer Frage, zu der ein einschlägiger Text fehlt, mehrere richtige Antworten geben könne, waren andere der Auffassung, dass es nur eine definitiv richtige Antwort gebe, diese jedoch niemand kennen könne, so dass die Urteile aller Mudschtahids für richtig gehalten werden müssten. Letztgenannte erkenntnistheoretische Position, die dem Fallibilismus nahesteht, wird von modernen arabischen Rechtstheoretikern als „muʿtazilitisches Für-Richtig-Halten“ (taṣwīb muʿtazilī) bezeichnet, erstere als „aschʿarītisches Für-Richtig-Halten“ (taṣwīb ašʿarī).

## Idschtihād im Bereich der Schia
Das Konzept des Idschtihād wurde in der frühen Schia zunächst abgelehnt. Abū l-Hasan al-Aschʿarī berichtet in seinem Werk Maqālāt al-islāmīyīn: „Die Rāfiditen in ihrer Gesamtheit lehnen den idschtihād ar-raʾy bei den Rechtsbestimmungen (aḥkām) ab und erkennen ihn nicht an.“ Der schiitische Gelehrte asch-Scharīf al-Murtadā (gest. 1044) schrieb in einer Auseinandersetzung mit dem Muʿtaziliten ʿAbd al-Dschabbār ibn Ahmad:

„Beweise, die unserer Meinung klar sind, zeigen die Falschheit dessen, was ihr Idschtihād nennt. Einer dieser Beweise ist, dass Idschtihād in der Scharia nach eurer Meinung ein Streben nach der Wahrscheinlichkeit (ġalabat aẓ-ẓann) bei dem, für das es keinen Schriftbeweis (dalīl) gibt. Für die Vermutung (ẓann) gibt es aber keinen Platz in der Scharia, und es ist nicht zulässig, etwas nur aufgrund von Vermutung für verboten oder erlaubt zu erklären, weil die Scharia auf dem errichtet ist, was Gott an förderlichen Dingen gelehrt hat, die wir nicht kennen und gewohnt sind und mit denen wir keine Erfahrung haben.“

Im Zuge der Übernahme der Rechtsfindungsmethoden des sunnitischen Islam wurde später aber der Idschtihād von den meisten Zwölfer-Schiiten anerkannt. Eine Schlüsselrolle bei der Vermittlung des Idschtihād-Konzeptes spielte die sogenannte Schule von Hilla. Die beiden Gelehrten al-Muhaqqiq al-Hillī (gest. 1277) und al-ʿAllāma al-Hillī (gest. 1325) integrierten das Prinzip in ihre Werke über die „Prinzipien der Rechtsfindung“ (uṣūl al-fiqh) und beschrieben es inhaltlich. Im Unterschied zum sunnitischen Islam ist bei den Zwölfer-Schiiten die Anwendung der Vernunft (ʿaql) die grundlegende Form des Idschtihād. Das schließt auch bestimmte Formen des Tardschīh ein. Allein in der Achbārīya, einer traditionalistisch ausgerichteten Minderheitengruppe innerhalb der Zwölfer-Schia, wird die Anwendung des Idschtihād noch abgelehnt.

## Die Vorstellung von der zunehmenden Einschränkung des Idschtihād
Nach der Herausbildung der verschiedenen Rechtsschulen entwickelte sich im sunnitischen Islam die Vorstellung, dass die Möglichkeit des Idschtihād eingeschränkt sei. Gegen Vertreter dieser Auffassung wandte sich der ägyptische Gelehrte Dschalāl ad-Dīn as-Suyūtī (gest. 1505). Er erklärte in seiner Schrift ar-Radd ʿalā man aḫlada ilā al-arḍ wa-ǧahila anna al-iǧtihād fī-kulli ʿaṣrin farḍ, dass Idschtihād in jedem Zeitalter eine kollektive Pflicht (farḍ kifāya) der Muslime sei, so dass die Umma, solange nicht einzelne Gelehrte dieser Aufgabe nachkommen, insgesamt irregehe.

## Idschtihād und Reform des Islams
Der Idschtihād spielt seit dem 19. Jahrhundert eine wichtige Rolle im islamischen Reformdiskurs, besonders im Zuge der Auseinandersetzung mit europäischen Philosophien der Aufklärung. Insbesondere nach dem Zusammenbruch des Osmanischen Reiches wurde im Idschtihād eine Möglichkeit gesehen, auf Rufe nach einer vernunftbasierten Reform der islamischen Rechtsauslegung zu reagieren. Nach Muhammad Iqbāl (1877–1938) ist Vielfalt und stetiger Wandel die Grundlage des spirituellen Lebens, also auch des Islams. Beständige Prinzipien müssten jedoch die Dynamiken der Gesellschaft regeln, deshalb gelte es einen Ausgleich zwischen Wandel in Form von Idschtihād und Einheit in Form von Tauhīd zu finden. Während die europäische Gesellschaft einem ständigen Wandel unterliege, sei die islamische Gesellschaft durch den Taqlīd wie gelähmt. Idschtihād bietet somit nach Iqbāl eine Alternative für die islamische Gesellschaft, ein neues religiöses Selbstbewusstsein zu entwickeln, das sowohl auf der alten Tradition des Idschtihād beruht als auch auf rationalistischen, als fortschrittlich erachteten Denkweisen. Die Wiederaufwertung des Prinzips des Idschtihād im ausgehenden 19. und 20. Jahrhundert sieht Iqbāl als essentiell für die Entstehung islamischer Reformbewegungen wie den Salafismus und Staatstheorien wie die der Türkei.
Die Notwendigkeit eines neuen, zeitgemäßen Idschtihād wird vor allem im Zusammenhang mit dem sogenannten Fiqh al-aqallīyāt betont. Grundgedanke ist hierbei die Idee, dass für die in den westlichen Ländern lebenden muslimischen Minderheiten durch Idschtihād eine neue Normenlehre entwickelt werden muss. Im Verständnis aktivistischer Reform-Muslime wie Irshad Manji oder Abdelwahab Meddeb bedeutet Idschtihād eine undogmatische, vernunftgeleitete Denkweise, die es jedem Muslim erlaube, seine religiöse Praxis im Lichte zeitgenössischer Umstände auf den neuesten Stand zu bringen: „Um Idschtihad zu praktizieren [...], müssen wir nur offen unsere Fragen an den Islam stellen.“
Der ägyptische Reformdenker Nasr Hamid Abu Zaid (1943–2010) äußerte sich dagegen eher skeptisch hinsichtlich des Innovationspotentials des Idschtihād-Konzepts. Hilal Sezgin zitiert ihn mit den Worten:

„Aber die große Hoffnung, die sich mit einem solchen Unternehmen verbindet, teile ich nicht. Idschtihad bedeutet nämlich definitionsgemäß nicht, etwas Neues in unser Verständnis von Religion zu bringen oder etwas wirklich zu erneuern. Idschtihad bedeutet eigentlich, innerhalb der Tradition unter den verschiedensten Ansichten zu einem Thema die geeignetste Lösung zu finden. Diese Suche nach Neuem ist immer noch darauf begrenzt, mit dem zu arbeiten, was sich innerhalb der traditionell gesteckten Grenzen finden lässt. Dabei nimmt idschtihad die Tradition als gegeben an und wendet sich dem zu, was unsere Vorfahren gesagt und gedacht und erreicht haben.“

Wenn die gesamte Tradition einer kritischen Interpretation und Prüfung unterzogen werden solle, so meint Abu Zaid, lasse sich das mit den Mitteln des Idschtihād nicht leisten, weil er zu sehr an die Vorstellung eines islamischen Rechts gebunden sei. Kritisches muslimisches Denken müsse weiter gehen und breiter angelegt sein als Idschtihād.